# James Rudkin
James Rudkin, född 7 juli 1994, är en brittisk roddare.

## Karriär
Vid U23-VM 2016 i Rotterdam tog Rudkin silver tillsammans med James Johnston, Thomas George och Lewis McCue i fyra utan styrman. 2018 var han en del av Storbritanniens lag som tog brons i åtta med styrman vid VM i Plovdiv.
Under 2019 var Rudkin en del av Storbritanniens lag i åtta med styrman som tog silver vid EM i Luzern och brons vid VM i Ottensheim. Under 2021 var han en del av laget som tog guld i åtta med styrman vid EM i Varese och brons vid OS i Tokyo.
Under 2022 var Rudkin en del av Storbritanniens lag som tog guld i åtta med styrman vid både EM i München och VM i Račice. Under 2023 var han en del av laget som försvarade sina guld i åtta med styrman vid både EM i Bled och VM i Belgrad. Under 2024 var Rudkin en del av Storbritanniens lag som tog sitt fjärde raka EM-guld i åtta med styrman vid EM i Szeged.